# Бейрук, Мбарек ульд
Мбарек ульд Бейрук (араб. مبارك ولد بيروك‎, 1957, Атар, Французская Западная Африка) — франкоязычный мавританский писатель и журналист.

## Биография
Мбарек ульд Бейрук родился в 1957 году в мавританском городе Атар.

### Учёба и работа
Учился в Марокко в университете Рабата, изучал право, однако впоследствии стал журналистом. До 1988 года работал в официальных СМИ Мавритании, после чего основал первую в стране независимую газету «Мавритания сегодня» (Mauritanie demain). Впоследствии вошёл в Высший совет прессы, радио и телевидения, созданный в 2006 году.
В 2016 году был назначен советником президента Мавритании Мохаммеда ульд Абдельазиза.

### Литературная деятельность
Первый роман «Дождь забыл небо» (Et le ciel a oublié de pleuvoir), в котором любовный конфликт разворачивается на фоне жизни пустынных племён, опубликовал в 2006 году.
В 2009 году вышел сборник из 20 новелл о жизни мавританцев «Рассказы пустыни» (Nouvelles du désert), в 2013 году — роман «Наследник эмира» (Le Griot de l'émir) о скитаниях хранителя традиций легендарного племени.
В 2015 году опубликовал роман «Барабан слёз» (Le Tambour des larmes) о девушке Райхане, которая ждёт ребёнка от кочевника. Годом позже произведение было удостоено премии имени Ахмаду Курумы и премии «Метис» для произведений на французском языке, демонстрирующих ценности расового смешения и гуманизма.
В 2018 году опубликовал роман «Я один» (Je suis seul), написанный от лица человека, чей город, расположенный на краю пустыни, захватили террористы.
В 2022 году он публикует роман «Саара»..